# Macrobrachium tuxtlaense
Macrobrachium tuxtlaense is een garnalensoort uit de familie van de Palaemonidae. De wetenschappelijke naam van de soort is voor het eerst geldig gepubliceerd in 1999 door Villalobos & Alvarez.